# Cristália
Cristália är en kommun i Brasilien.   Den ligger i delstaten Minas Gerais, i den sydöstra delen av landet, 600 km öster om huvudstaden Brasília. Antalet invånare är 5 760.
Omgivningarna runt Cristália är huvudsakligen savann. Runt Cristália är det mycket glesbefolkat, med 6 invånare per kvadratkilometer.